# NGC 3839
NGC 3839 is een spiraalvormig sterrenstelsel in het sterrenbeeld Leeuw. Het hemelobject werd op 19 april 1882 ontdekt door de Franse astronoom Édouard Jean-Marie Stephan.

## Synoniemen
- UGC 6700
- MCG 2-30-24
- ZWG 68.48
- IRAS 11413+1103
- PGC 36475